# Piège (région)
Pour l’article homonyme, voir Piège.
La Piège est une petite région naturelle française située dans l'ouest du département de l'Aude. La Piège mord également sur quelques communes du nord-est du département de l'Ariège. Elle constitue une section du territoire du Lauragais, limitée au nord par le canal du Midi, au sud et à l'ouest par la vallée de l'Hers-Vif, et se prolongeant vers le Razès à l'est et le Quercorb au sud-est.

## Géographie

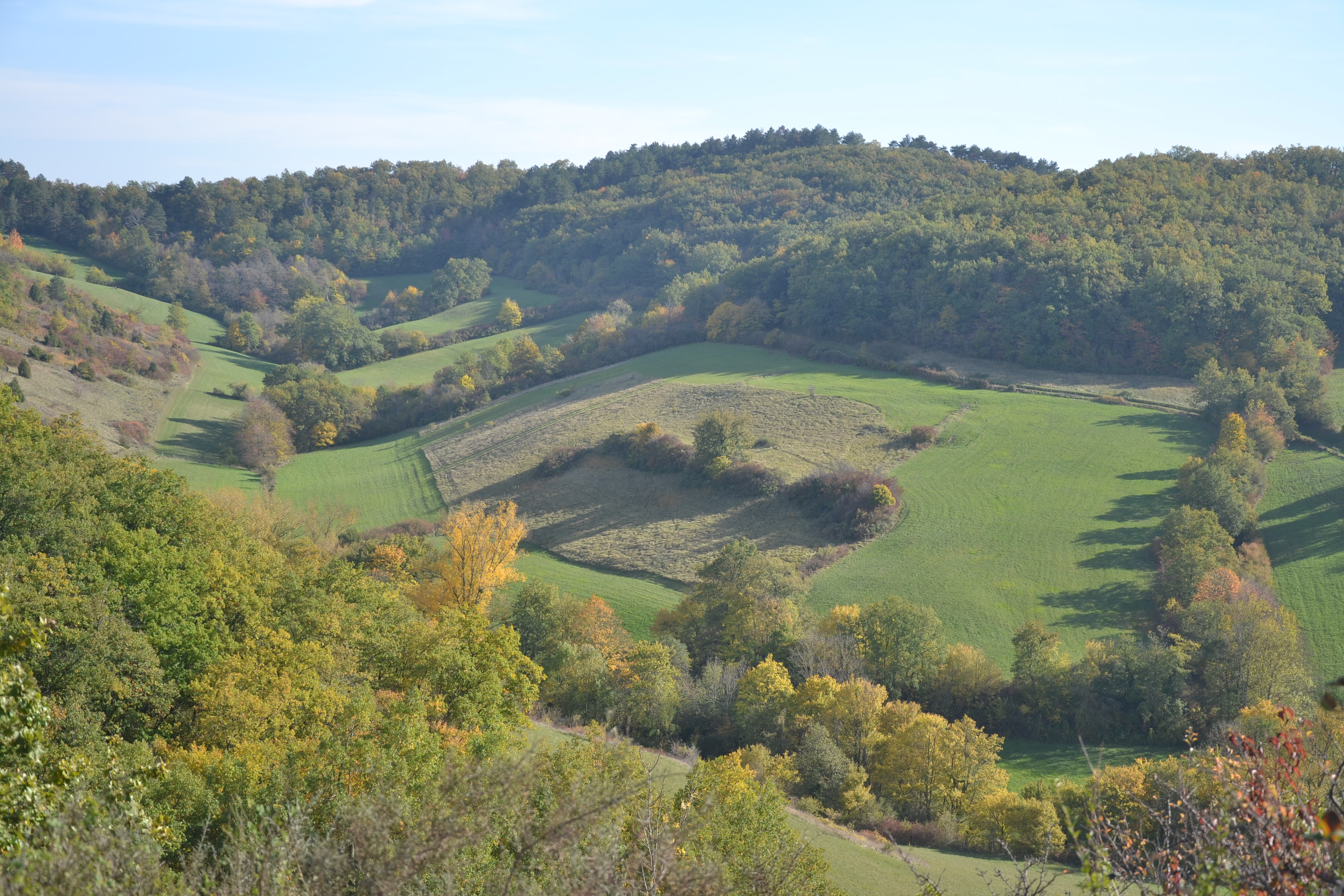
Paysage vallonné du sud de la Piège, près de Teilhet.

La Piège est située à l'extrémité occidentale du département de l'Aude en limite des départements de la Haute-Garonne et de Ariège. Elle est arrosée par l'Hers-Vif et ses affluents la Vixiège et la Ganguise, et l'Hers-Mort.
Le territoire de la Piège correspond aux anciens cantons de Belpech, de Fanjeaux et de Salles-sur-l'Hers, auxquels on peut ajouter l'ensemble des communes compris dans un périmètre paysager similaire, limité au sud par la vallée de l'Hers-Vif et surplombant à l'est les basses collines du Razès et la vallée du Sou de Val de Daigne, y compris en Ariège. Cette délimitation regroupe un peu plus d'une cinquantaine de communes :
Dans le département de l'Aude : Baraigne, Belflou, Belpech, Cahuzac, Cassaigne, Cazalrenoux, Cumiès, Fajac-la-Relenque, Fanjeaux, Fendeille, Fenouillet-du-Razès, Fonters-du-Razès, Gaja-la-Selve, Generville, Gourvieille, Hounoux, Lafage, Laurabuc, Laurac, La Louvière-Lauragais, Marquein, Mas-Saintes-Puelles, Mayreville, Mézerville, Mireval-Lauragais, Molandier, Molleville, Montauriol, Orsans, Payra-sur-l'Hers, Pécharic-et-le-Py, Pech-Luna, Peyrefitte-sur-l'Hers, Plaigne, Ribouisse, Saint-Amans, Sainte-Camelle, Saint-Gaudéric, Saint-Julien-de-Briola, Saint-Michel-de-Lanès, Saint-Sernin, Salles-sur-l'Hers, Seignalens, Villasavary, Villautou, Villeneuve-la-Comptal.
Dans le département de l'Ariège : Cazals-des-Baylès, Gaudiès, Lapenne, Malegoude, Manses, Mirepoix, Sainte-Foi, Saint-Félix-de-Tournegat, Teilhet, Vals.
La limite de la Piège vers le département de la Haute-Garonne est imprécise.

## Géologie
La Piège est constituée de collines molassiques situées entre les contreforts des Pyrénées et la plaine du Lauragais.

## Histoire
La ligne de Castelnaudary à Belpech (Le tramway de La Piège) créée en 1903 pour désenclaver la région a cessé son activité en 1933 par manque de rentabilité et concurrence de la route,,.
Le 24 juillet 2018, lors de la 16e étape du Tour de France 2018 de Carcassonne à Bagnères-de-Luchon, à proximité de Fanjeaux, une manifestation d'une vingtaine d’agriculteurs et sympathisants déterminés du collectif « Pour que Vive la Piège » ont bloqué le passage des coureurs à l'aide de bottes de paille et d'un troupeau de moutons avant que soient administrés des gaz lacrymogènes. Ces agriculteurs protestent contre la perte du classement par l'Union européenne en zone agricole défavorisée de cette petite région agricole de La Piège qui n'a effectivement pas de caractéristiques allant dans ce sens.
Neutralisée durant un quart d'heure, la course a cependant pu reprendre  Une enquête judiciaire a été ordonnée.

## Protection de l'environnement
Une partie du territoire (dans le département de l'Aude) est classée à l'inventaire national du patrimoine naturel Natura 2000.